# Peritrechus paludemaris
Peritrechus paludemaris är en insektsart som beskrevs av Barber 1914. Peritrechus paludemaris ingår i släktet Peritrechus och familjen Rhyparochromidae. Inga underarter finns listade i Catalogue of Life.